# Indogarypus indicus
Indogarypus indicus es una especie de arácnido del orden Pseudoscorpionida de la familia Geogarypidae.

## Distribución geográfica
Se encuentra en la India  y en Sri Lanka.